# Aquarium of the Dead
Aquarium of the Dead ist ein US-amerikanischer Tierhorrorfilm aus dem Jahr 2021 von Glenn Miller. Als Hauptdarstellerin wird Vivica A. Fox geführt. Der Film ist ein Spin-off von Zoombies 2 – Die Rache der Tiere aus dem Jahr 2019.

## Handlung
An der südlichen Küste Kaliforniens befindet sich das Shining-Sea-Aquarium, ein hochmodernes Großaquarium. Dr. Karen James versucht, das Leben eines Oktopus zu retten. Zwei Pfleger machen ihr zu diesem Zwecke eine Spritze mit einem Medikament aus dem Eden Zoo fertig. Nach der injektion verstirbt das Tier augenscheinlich, nur um wenige Augenblicke später wieder aufzuwachen, Dr. James zur Seite zu schlagen und die zwei Pfleger zu zerquetschen. Derweil kontaktiert Dr. Ellen Rogers Daniel Hanley und erkundigt sich, ob dieser sämtliche Medizin und Arznei aus dem Eden Zoo vernichtet hat. Dieser bejaht es. Ein toter Delfin, der an Makohaie verfüttert werden soll, erwacht ebenfalls zu neuem Leben und tötet einen weiteren Pfleger.
Senator Bailey Blackburn erreicht mit seiner Assistentin Beth Mackenzie das Großaquarium. Während der Führung erklärt Miranda Riley ihm, dass sie dringend neue finanzielle Mittel benötigen, um die Anlage zu modernisieren. Die Ticket- und Merchandisingerlöse genügen nur, um die laufenden Kosten zu decken. Neuerdings bietet das Großaquarium private Führung vor dem regulären Tagesgeschäft an. Eine solche nimmt Skylar, der so seinen Geburtstag verbringen will, unter Führung Hanleys in Anspruch. Dr. James die wieder zu Bewusstsein gekommen ist, informiert Riley über die Geschehnisse mit dem Oktopus, als plötzliche die Systeme ausfallen.
Da sie nicht mehr in das Gebäude gelangen, versucht Skylar die Feuerwehr zu kontaktieren, da er und Hanley lediglich den Feueralarm vernehmen. Sie suchen danach einen anderen Weg in das Gebäude. Währenddessen wird die Pflegerin Christie vom Oktopus getötet. Eddie „Clu“ Cluwirth ist die Sicherheitsbeauftragte der Anlage und versucht, das System wieder herzustellen. Riley stellt fest, dass mit einigen Tieren, erkennbar an ihren weißen, glasigen Augen und ihrer Blindheit, etwas nicht stimmt. Was keiner weiß, es handelt sich um dasselbe Virus, dass einige Jahre zuvor in einem Zoologischen Garten und in einem Reservat in Afrika Mutationen bei Tieren auslöste. Dadurch entwickeln die betroffenen Tiere ein sehr aggressives Verhalten.
Die Feuerwehrleute Schuster und Smith erreichen nun das Aquarium, können aber nicht in das Gebäude gelangen und vermuten schon einen Fehlalarm. Während ihrer Versuche in das Innere zu gelangen, beobachten sie ein Krokodil und werden vom Oktopus attackiert. Hanley und Skylar die ebenfalls einen Weg ins Innere suchen, werden von Riesenkrabbenspinnen angegriffen und verwundet. Über einen Schutzbunker finden sie tatsächlich einen Weg ins Innere. Riley, Dr. James, Blackburn und Mackenzie müssen den Stromgenerator reaktivieren. Aufgrund verschlossener Brandschutztüren müssen sie über die Lüftungsschächte in die anderen Räume und entkommen dabei nur knapp einem Krokodil. Als sie die Schächte verlassen, werden sie von Riesenkrabbenspinnen angegriffen, doch Hanley bewaffnet mit einer Axt kann sie retten. Die sechs gehen nun gemeinsam weiter. Im Laufe wird die Gruppe dezimiert: Skylar wird von einem Walross mit dessen Stoßzähnen erstochen, Mackenzie wird von einem Seestern getötet und der zwielichtige Blackburn fällt dem Oktopus zum Opfer. Dr. James wird lediglich von einem Makohai am Fuß verletzt.
Nachdem Cluwirth im Kontrollraum vom Oktopus angegriffen wurde, gesellt sie sich zur kleinen Gruppe. Wenig später fällt sie mit dem Oktopus in einen Wasserbehälter und stirbt. Riley kann den Generator aktivieren, wodurch alle Systeme inklusive die Türen wieder gehen. Im letzten Showdown tötet sie den Oktopus mit einem Stromschlag. Die zwei Feuerwehrmänner kümmern sich um die verletzte Dr. James, während Riley von Hanley wissen will, warum die Arzneimittel nicht vernichtet wurden. Dieser gesteht, dass er auf Befehl Blackburns handelte und dieser dadurch Geld machen wollte. Voller Wut schlägt sie ihm ins Gesicht, sodass sich einer der Feuerwehrmänner um ihn kümmern muss.

## Hintergrund

### Produktion
In einem Interview mit Bloody Flicks erwähnte Drehbuchautor Marc Gottlieb, dass er nicht am Set gewesen war, aber alle Spezialeffekte des Films mittels CGI realisiert wurden. Er erwähnte außerdem, dass sich das Schreiben des Drehbuchs von bisherigen Produktionen unterschied, da sein Drehbuch auf einen Entwurf von Michael Varratis basiere, anstelle seiner eigenen Idee.
Gedreht wurde überwiegend im Aquarium of the Pacific am kalifornischen Long Beach. Weitere Aufnahmen entstanden in San Diego. Kim Nielsen spielte die Rolle der Dr. Ellen Rogers bereits 2016 in Zoombies – Der Tag der Tiere ist da! und 2019 in dessen Fortsetzung Zoombies 2 – Die Rache der Tiere.

### Veröffentlichung
Der Film erschien am 21. Mai 2021 in den US-amerikanischen Kinos und im Video-on-Demand-Vertrieb. Am 21. Juni 2021 startete der Film in den USA in den Videoverleih. In Deutschland erschien der Film am 22. Oktober 2021 im Videoverleih.

## Rezeption
„Weiterer Zombie-Trashfilm aus der ‚Asylum‘-Schmiede, die eine weitere Sphäre der Tierwelt plündert. Trotz vergleichsweise origineller Kreaturen hat der Film einmal mehr schwache Effekte und mehr unfreiwillige Komik als beabsichtigte Selbstironie.“

„Dagegen ist „Sharknado“ Arthouse-Kino.“

Filmchecker bemängelt die schauspielerische Leistungen speziell von Fox, derer „Interaktionen ganz Godfrey Ho-artig erzwungen und unnütz wirken“. Final wird geurteilt, dass es sich um einen „Asylum-Rohrkrepierer handelt, wie er im Buche steht: Ein dummer, langweiliger, liebloser, hässlicher Film mit miesen Effekten und noch mieseren Schauspielern“. Es werden zwei von insgesamt zehn Punkten vergeben.
Paul Mount von Starburst bewertete den Film mit drei von fünf Punkten und urteilt, es sei „unwahrscheinlich, dass man sich übergeben muss, wenn man alles verdaut hat“. Phil Wheat von Nerdly schrieb: „Wenn Ihnen einer der zoologischen Zombiefilme von Glenn Miller gefallen hat, gefällt Ihnen auch dieser.“ Paul Lê von Bloody Disgusting bezeichnet den Film als „in Eile gemacht“ und vergab 1,5 von 5 Punkten. Jim McLennan von Film Blitz bewertete den Film mit einem C- und erklärte: „Das ist eine kleine Enttäuschung – selbst mit der unvermeidlichen Sharknado-Referenz.“
In der Internet Movie Database hat der Film bei über 740 Stimmenabgaben eine Wertung von 2,9 von 10,0 möglichen Sternen.